# Fennoskan
Fenno-Skan (1+2) är två likströmskablar mellan Sverige och Finland.

## Fenno-Skan 1
Fenno-Skan 1-förbindelsen byggdes på 1980-talet av ABB:s kabelfabrik och ABB:s verksamhet i Ludvika. Den går från Forsmark till Åbo och har en kapacitet på 500 MW.

## Fenno-Skan 2
Fenno-Skan 2-förbindelsen har en effekt på 800 MW och en spänning på 500 kV och den ägs av Svenska kraftnät och Fingrid. Den är 270 km lång, där havskabeln utgör 200 km. I Sverige går den som luftledning från omriktarstationen i Hedesunda i Gästrikland till Forsmark, där den går ner i havet. I Finland ansluts kabeln till stamnätet i Raumo.